# Nymphon singulare
Nymphon singulare är en havsspindelart som beskrevs av Stock, J.H. 1954. Nymphon singulare ingår i släktet Nymphon och familjen Nymphonidae. Inga underarter finns listade i Catalogue of Life.